# Finsko-laponské jazyky
Finsko-laponské jazyky (neboli Finsko-sámské jazyky) jsou podskupinou finsko-volžských jazyků ugrofinské větve uralské jazykové rodiny. 

## Klasifikace
- Sámské jazyky (laponské)
  - Západosámské
    - Jižní sámština
    - Umejská sámština - téměř vymřelá
    - Lulejská sámština
    - Pitejská sámština - téměř vymřelá
    - Severní sámština

  - Východosámské
    - Kainuuská sámština - vymřelá
    - Kemijská sámština - vymřelá
    - Inarijská sámština
    - Akkalská sámština (babinská) - poslední mluvčí zemřela 29. 12. 2003
    - Kildinská sámština
    - Skoltská sámština
    - Terská sámština - téměř vymřelá
- Baltofinské jazyky
  - Estonština
    - Estonština
    - Jižní estonština
      - Võro
      - Setučtina

  - Finské
    - Finština
    - Meänkieli
    - Kvenština
    - Ingrijská finština

  - Ingrijština (ižorština) - téměř vymřelá
  - Karelština
    - Karelština
    - Ludičtina
    - Livvi (oloněcká karelština, oloněčtina)

  - Livonština
  - Vepština
  - Votština - téměř vymřelá